# Pierre Ayrault
Pour les articles homonymes, voir Ayrault.
Pierre Ayrault, ou Petrus Ærodius, est un jurisconsulte français, né à Angers en 1536 et mort à Angers le 21 juillet 1601. Lieutenant criminel au présidial d'Angers, il est surtout connu pour son Traité de la Puissance paternelle (1593) et pour son grand ouvrage intitulé De l'ordre et instruction judiciaire (1576) où il rappelle à qui incombe la charge de la preuve dans le procès criminel. Il était surnommé Pierre qui ne rit point

## Biographie
Il est le fils de René Ayrault (1503-1561), (avocat en 1520, procureur du Roi en 1540, maire d'Angers en 1556) et de Jacquine Loriot.
Il fut élevé par son oncle François Ayrault, prieur de Bécon. Pierre Ayrault fit ses humanités à l'université de La Sorbonne à Paris, puis son droit à Toulouse et Bourges. Il fut l'élève du jurisconsulte Jacques Cujas.
Une fois bachelier il rentre à Angers où il enseigne le droit jusqu'en 1558.
En 1558, Pierre Ayrault fut nommé conseiller-échevin d'Angers. La même année, il s'établit à Paris comme avocat au parlement de Paris.
De retour à Angers en 1568, il exerce l'office de lieutenant criminel au bailliage d'Angers. Il y fut surnommé « l'écueil des accusés » pour sa sévérité et la qualité de ses enquêtes. Lieutenant général du présidial par intérim 1589-1590, il resta toujours fidèle au parti du Roi pendant les troubles de la Ligue.
En 1579 et 1599, il fut à nouveau conseiller-échevin de la cité d'Angers.
Fidèle au roi Henri III, Pierre Ayrault publia un discours sur sa mort en 1589. Il exhorta son successeur Henri IV à se convertir au catholicisme.
« Or, ce n'est pas encore tout Il fault que tu saiches ton rolle ; Pierre Ayrault taydera dun bout Et servira de porte colle. Il joueroit bien de la pibole Mais ses besicles gastent tout. Il nest que daller. Ce faisant, ne reste, sinon Faire ung change en ceste manière. Proustière aura son nom Pantalon, Pantalon aura nom Proustière. Sil prend ta mule sans croupière, Dieu len doint une autre au talon. Il nest que daller. Te voila donc en bel arroy, Pantalon, race de vipère, Qui, pour ton hérétique roy, Ronge le ventre de ta mère, Homme rempli de vitupère Qui mets tout le monde en effroy. Il nest que daller. Et laissons ce villain, en somme, Qui ne laisse rien en repos. Diable denfer, femme ni homme, Ceulx quil ne tue, il les assomme, Et les ronge jusques aulx os. Il nest que daller.
Michel Luette, Pique-mouches, 1592 »
Il mourut en 1601.
Pierre Ayrault, ancien élève de La Sorbonne, s'opposa aux Jésuites qui ouvrirent une école, de surcroît gratuite, à Paris, pour concurrencer La Sorbonne. Il eut des différends nombreux avec eux. Il les accusa d'avoir endoctriné son fils aîné, René Ayrault (1567-1644), qui s'était fait jésuite sans son consentement. En 1564, les curés de Paris le prirent comme avocat pour défendre leurs droits face aux Jésuites. Il rédigea un ouvrage au titre  évocateur : Traité de la Puissance paternelle.
En 1591, il publia Procès faits aux cadavres, aux cendres, à la mémoire, aux bêtes brutes et aux contumax.
Il a laissé :
- des Plaidoyers, Paris, 1598 ;
- des ouvrages de jurisprudence, dont De l'ordre et instruction judiciaire chez les Grecs et les Romains, Paris, Iacques du Puys, 1576.

Sa devise était It fama per orbem. Il portait D'azur à deux chevrons d'or. 

## Descendance
Il épousa Anne Des-Jardins, fille de Jean Des-Jardins, médecin de François Ier. Il eut quinze enfants, dont :
- René Ayrault, devenu jésuite sans son consentement, et qu'il tenta de reprendre. Les Jésuites le dissimulèrent dans maints endroits et sous un autre nom[11].
- Pierre Ayrault, (1576-1626), devint président de la sénéchaussée d'Angers et maire de la cité.
- Jean Ayrault, avocat au parlement de Paris ;
- Guillaume Ayrault, religieux de l'ordre de Saint-Benoît, Maître docteur de La Sorbonne.
- Guyonne Ayrault (1584-1629) qui épousa Guillaume Ménage, avocat du roi au présidial d'Angers, dont elle eut le grammairien Gilles Ménage (1613-1692).

## Sources partielles
- Célestin Port, Dictionnaire historique de Maine-et-Loire, t. I, p. 178-189.